# Decilcitrato sintasi
La decilcitrato sintasi è un enzima appartenente alla classe delle transferasi, che catalizza la seguente reazione:
lauroil-CoA + H2O + ossaloacetato ⇄ (2S,3S)-2-idrossitridecano-1,2,3-tricarbossilato + CoA